# My Favorite Part
My Favorite Part è un singolo del rapper statunitense Mac Miller in collaborazione con la cantante Ariana Grande, il terzo estratto dal suo quarto album in studio The Divine Feminine. È stato pubblicato il 9 settembre 2016.

## Tracce
Testi e musiche di Malcolm McCormick, Ariana Grande e Tyrone Johnson.
1. My Favorite Part (feat. Ariana Grande) – 3:36

## Classifiche
| Classifica (2016) | Posizione massima |
| ----------------- | ----------------- |
| Nuova Zelanda     | 43                |